# تازه آبادطالقان (مقاطعة إسلام آباد غرب)
تازه‌آبادطالقان (بالفارسية: تازه‌آبادطالقان) هي قرية تقع في قسم شيان الريفي (مقاطعة إسلام آباد غرب) في إيران. يقدر عدد سكانها بـ 177 نسمة بحسب إحصاء 2016.